# 朱友寧
朱友寧（？—903年），五代十国後梁皇族，字安仁，初代太祖皇帝朱温侄子，朱存长子。
朱友宁少时聪敏，习诗礼，喜怒不形于色。长大后喜好兵法，有倜傥之风。朱温镇汴州，以他为军校，善用弓剑。转任衙内制胜都指挥使，每次出兵，多命他统领骁果跟从。擒获秦宗权，朱温令朱友宁轞送秦宗权西献长安，唐昭宗下诏加朱友宁检校右散骑常侍、行右监门卫将军。从此朱友宁继立军功，官至检校司空兼龚州刺史、柳州刺史。朱温驻军岐下围凤翔李茂贞，遣朱友宁领所部兵先回宣武（汴州），以备守御。淄青王师范攻打宣武，因为关东诸镇兵都在岐陇，王师范欲乘虚进攻，自齐、鲁至于华下，假称委输贡奉为名，与杨行密、李克用结好。青州人到裴迪处说明情况，裴迪告诉朱友宁。朱友宁不等命令率兵万余东讨。王师范派遣其弟率兵围齐州。朱友宁率兵救援，王师范大败，朱友宁夺马千匹，斩首数千级。天复三年（903年），唐昭宗归长安，朱友宁被授为岭南西道节度使，加特进、检校司徒，赐号迎銮毅勇功臣。王师范数千部众欲攻兖州。朱友宁得知，伏兵在兖州之南邀击，大胜。朱友宁督诸军进逼博昌县，一月余未克。朱温大怒，派刘捍督战。朱友宁用俘虏的民众十余万，各领负木石、牵牛驴，在城南建土山。将人畜木石一起堆筑成山，冤枉之声，闻数十里。城陷后屠城，清河为之不流。六月初八清晨，在攻打莱州的石楼之战，朱友宁从旁自高地驰马而下，马被绊倒，被王师范部下张土所杀。朱友宁将战前日，有大白蛇蟠在帐中，朱友宁很厌恶，最后果然遇害。朱温建立后梁，追封朱友宁为安王。

## 相关传记
- 《旧五代史》梁书卷十二 宗室列传二
- 《新五代史》梁书卷十三 梁家人传第一